# Stazione di Borgo Santa Caterina
La stazione di Borgo Santa Caterina fu una fermata ferroviaria della linea della Valle Seriana a servizio dell'omonima località di Bergamo.

## Storia
La fermata fu aperta al servizio pubblico il 21 aprile 1884, assieme al tratto Bergamo-Albino, primo tronco della linea della Valle Seriana.
Per molti anni, grazie alla sua vicinanza allo stadio dell'Atalanta, ebbe un consistente flusso di passeggeri le domeniche delle partite casalinghe.
Lo scalo chiuse il 31 agosto 1967 assieme alla linea ferroviaria. Dal 2009, con l'apertura della tranvia Bergamo-Albino che reimpiega il sedime della ferrovia della Val Seriana, lo spazio della fermata è utilizzato dalla fermata tranviaria di Bergamo Bianzana.

## Strutture e impianti
La fermata si trovava nei pressi dell'attuale passaggio a livello di via Bianzana: era dotata di un piccolo fabbricato viaggiatori in muratura e a due livelli fuori terra.

## Movimento
La fermata fu servita dai treni accelerati e omnibus della relazione Bergamo-Ponte Selva fino al 1911, quando, con l'apertura del tratto Ponte Nossa-Clusone, fu sostituita dalla relazione Bergamo-Clusone.